# Danny Bartley
Danny Bartley (sinh ngày 3 tháng 10 năm 1947 ở Paulton, Somerset) là một cựu cầu thủ bóng đá người Anh, có hơn 400 lần ra sân tại Football League.
Sau đó ông thi đấu cho Trowbridge Town, Forest Green Rovers và nhiều đội bóng ở Wales.